# Лорио, Жанна
Жа́нна Лорио́ (фр. Jeanne Loriod; 13 июля 1928, Уй, департамент Ивелин — 3 августа 2001, Жюан-ле-Пен, возле Антиба) — французский музыкант, выдающаяся исполнительница на инструменте волны Мартено. Младшая сестра пианистки Ивонны Лорио, свояченица композитора Оливье Мессиана.
Училась в Парижской консерватории у Лазара Леви (класс фортепиано) и Мориса Мартено (класс волн Мартено).
Обширный репертуар Жанны Лорио включал 14 концертов, около 300 оркестровых и 250 камерных произведений с партией волн Мартено. Она исполняла все произведения Мессиана для этого инструмента, в том числе «Турангалила-симфонию» (участница 6 аудиозаписей этого сочинения).
Участвовала также в записи музыки для кино, в том числе к мультфильму «Тяжёлый металл», фильмам «Безумный Макс» и «Лоуренс Аравийский».
Преподавала. В 1987 году опубликовала обширное (в 2 томах) пособие по игре на волнах Мартено.
В возрасте 73 лет утонула в результате сердечного приступа, плавая в море близ города Антиб.

## Сочинения
- Technique de l’onde électronique type Martenot. 2 vls. Paris, 1989, 1993.